# Aucubină
Aucubina este o glicozidă secoiridoidică și monoterpenoidică. Se regăsește în plante și are rol de apărare.